# Cyclisme aux Jeux olympiques d'été de 2008
Navigation
Athènes 2004 Londres 2012
Les compétitions de cyclisme aux Jeux olympiques d'été de 2008 se sont déroulées du 9 au 23 août 2008 à Pékin (République populaire de Chine), dans le secteur du parc olympique de Laoshan. Les compétitions ont été largement dominées par la Grande-Bretagne qui a remporté 14 médailles dont 8 en or.
Les épreuves de BMX font leur première apparition aux Jeux olympiques. Elles remplacent les épreuves du kilomètre et du 500 mètres disputées sur piste.

## Organisation

### Site des compétitions
Les épreuves de cyclisme sur piste se sont tenues au Vélodrome de Laoshan construit spécialement pour l'évènement. Les courses sur route étaient disputées en plein cœur de Pékin, sur le vélodrome urbain. Les épreuves de VTT et de BMX ont eu lieu également sur le site de Laoshan.

### Calendrier
| Calendrier des épreuves cyclistes | Calendrier des épreuves cyclistes | Calendrier des épreuves cyclistes | Calendrier des épreuves cyclistes | Calendrier des épreuves cyclistes | Calendrier des épreuves cyclistes | Calendrier des épreuves cyclistes | Calendrier des épreuves cyclistes | Calendrier des épreuves cyclistes | Calendrier des épreuves cyclistes | Calendrier des épreuves cyclistes | Calendrier des épreuves cyclistes | Calendrier des épreuves cyclistes | Calendrier des épreuves cyclistes | Calendrier des épreuves cyclistes | Calendrier des épreuves cyclistes | Calendrier des épreuves cyclistes | Calendrier des épreuves cyclistes | Calendrier des épreuves cyclistes |
| Août 2008                         | Août 2008                         | 8                                 | 9                                 | 10                                | 11                                | 12                                | 13                                | 14                                | 15                                | 16                                | 17                                | 18                                | 19                                | 20                                | 21                                | 22                                | 23                                | 24                                |
| --------------------------------- | --------------------------------- | --------------------------------- | --------------------------------- | --------------------------------- | --------------------------------- | --------------------------------- | --------------------------------- | --------------------------------- | --------------------------------- | --------------------------------- | --------------------------------- | --------------------------------- | --------------------------------- | --------------------------------- | --------------------------------- | --------------------------------- | --------------------------------- | --------------------------------- |
| Route                             |                                   |                                   | 1                                 | 1                                 |                                   |                                   | 2                                 |                                   |                                   |                                   |                                   |                                   |                                   |                                   |                                   |                                   |                                   |                                   |
| Piste                             |                                   |                                   |                                   |                                   |                                   |                                   |                                   |                                   | 1                                 | 3                                 | 1                                 | 2                                 | 3                                 |                                   |                                   |                                   |                                   |                                   |
| VTT                               |                                   |                                   |                                   |                                   |                                   |                                   |                                   |                                   |                                   |                                   |                                   |                                   |                                   |                                   |                                   | 1                                 | 1                                 |                                   |
| BMX                               |                                   |                                   |                                   |                                   |                                   |                                   |                                   |                                   |                                   |                                   |                                   |                                   |                                   |                                   | 2                                 |                                   |                                   |                                   |

|  | Jour de compétition |  | Jour de finale | 4 | Nombre de finales |

## Podiums
Dix-huit titres issus de quatre disciplines sont disputés à l'occasion de ces jeux qui voient l'arrivée du BMX.

### Hommes
| Podiums                   |                                                                           | |                                                                                       |
| Route Résultats détaillés |                                                                           | |                                                                                       |
| Course en ligne           | Samuel Sánchez                                                            | Fabian Cancellara                                                                                     | Alexandr Kolobnev                                                                     |
| Contre-la-montre          | Fabian Cancellara                                                         | Gustav Larsson                                                                                        | Levi Leipheimer                                                                       |
| Piste Résultats détaillés |                                                                           | |                                                                                       |
| Keirin                    | Chris Hoy                                                                 | Ross Edgar                                                                                            | Kiyofumi Nagai                                                                        |
| Vitesse individuelle      | Chris Hoy                                                                 | Jason Kenny                                                                                           | Mickaël Bourgain                                                                      |
| Vitesse par équipes       | Grande-Bretagne Chris Hoy Jason Kenny Jamie Staff                         | France Arnaud Tournant Kévin Sireau Grégory Baugé Mickaël Bourgain (q)                                | Allemagne René Enders Maximilian Levy Stefan Nimke                                    |
| Poursuite individuelle    | Bradley Wiggins                                                           | Hayden Roulston                                                                                       | Steven Burke                                                                          |
| Poursuite par équipes     | Grande-Bretagne Edward Clancy Paul Manning Geraint Thomas Bradley Wiggins | Danemark Michael Mørkøv Casper Jørgensen Jens-Erik Madsen Alex Rasmussen Michael Færk Christensen (q) | Nouvelle-Zélande Sam Bewley Hayden Roulston Marc Ryan Jesse Sergent Westley Gough (q) |
| Course aux points         | Joan Llaneras                                                             | Roger Kluge                                                                                           | Chris Newton                                                                          |
| Américaine                | Argentine Juan Esteban Curuchet Walter Fernando Pérez                     | Espagne Joan Llaneras Antonio Tauler                                                                  | Russie Mikhail Ignatiev Alexei Markov                                                 |
| VTT Résultats détaillés   |                                                                           | |                                                                                       |
| Cross-country             | Julien Absalon                                                            | Jean-Christophe Péraud                                                                                | Nino Schurter                                                                         |
| BMX Résultats détaillés   |                                                                           | |                                                                                       |
| Course                    | Māris Štrombergs                                                          | Mike Day                                                                                              | Donny Robinson                                                                        |

### Femmes
| Podiums                   |                        |                       |                  |
| Route Résultats détaillés |                        |                       |                  |
| Course en ligne           | Nicole Cooke           | Emma Johansson        | Tatiana Guderzo  |
| Contre-la-montre          | Kristin Armstrong      | Emma Pooley           | Karin Thürig     |
| Piste Résultats détaillés |                        |                       |                  |
| Vitesse individuelle      | Victoria Pendleton     | Anna Meares           | Guo Shuang       |
| Poursuite individuelle    | Rebecca Romero         | Wendy Houvenaghel     | Lesya Kalitovska |
| Course aux points         | Marianne Vos           | Yoanka González       | Leire Olaberría  |
| VTT Résultats détaillés   |                        |                       |                  |
| Cross-country             | Sabine Spitz           | Maja Włoszczowska     | Irina Kalentieva |
| BMX Résultats détaillés   |                        |                       |                  |
| Course                    | Anne-Caroline Chausson | Laëtitia Le Corguillé | Jill Kintner     |

## Faits marquants
- Jeannie Longo-Ciprelli a failli décrocher une médaille à 49 ans pour ses septièmes J.O.
- Le Britannique Chris Hoy a remporté trois médailles d'or sur les trois compétitions auxquelles il était inscrit.
- Julien Absalon est le premier coureur à remporter deux titres olympiques consécutifs dans la discipline du VTT.
- Davide Rebellin initialement deuxième de l'épreuve en ligne sur route, a été disqualifié pour dopage le 17 novembre 2009.

## Tableau des médailles
| Rang | Nation           | Or | Argent | Bronze | Total |
| ---- | ---------------- | -- | ------ | ------ | ----- |
| 1    | Grande-Bretagne  | 8  | 4      | 2      | 14    |
| 2    | France           | 2  | 3      | 1      | 6     |
| 3    | Espagne          | 2  | 1      | 1      | 4     |
| 4    | Suisse           | 1  | 1      | 2      | 4     |
| 5    | États-Unis       | 1  | 1      | 3      | 5     |
| 6    | Allemagne        | 1  | 1      | 1      | 3     |
| 7    | Pays-Bas         | 1  | 0      | 0      | 1     |
| -    | Argentine        | 1  | 0      | 0      | 1     |
| -    | Lettonie         | 1  | 0      | 0      | 1     |
| 10   | Suède            | 0  | 2      | 0      | 2     |
| 11   | Nouvelle-Zélande | 0  | 1      | 1      | 2     |
| 12   | Danemark         | 0  | 1      | 0      | 1     |
| -    | Cuba             | 0  | 1      | 0      | 1     |
| -    | Australie        | 0  | 1      | 0      | 1     |
| -    | Pologne          | 0  | 1      | 0      | 1     |
| 17   | Russie           | 0  | 0      | 3      | 3     |
| 18   | Chine            | 0  | 0      | 1      | 1     |
| -    | Estonie          | 0  | 0      | 1      | 1     |
| -    | Italie           | 0  | 0      | 1      | 1     |
| -    | Japon            | 0  | 0      | 1      | 1     |
| -    | Ukraine          | 0  | 0      | 1      | 1     |